# Kanat de Gandja

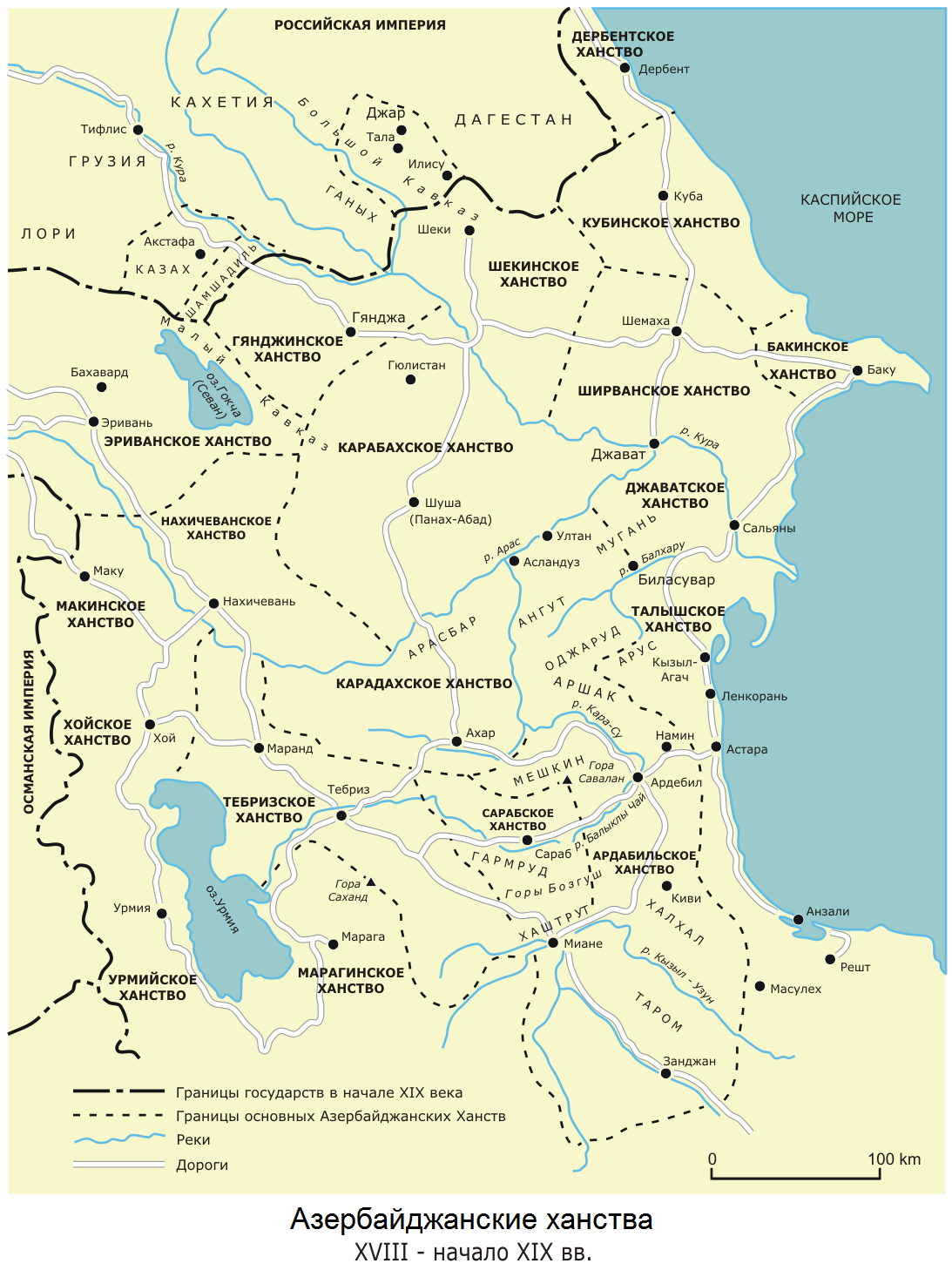
Mapa dels kanats al, el de Ganja a la part superior, sota la línia de frontera russo-àzeri just a la dreta -est- del llac Sevan

El Kanat de Gandja (àzeri: Gəncə xanlığı) fou un estat musulmà principalment sota sobirania de Pèrsia que va existir al territori de l'Azerbaidjan del 1747 al 1805. El principat fou governat per la dinastia dels Ziyadoglu (Ziyadkhanov), que ja governaven Gandja com governadors sota Nadir Shah i eren d'extracció qajar.

## Història
Shahverdi Khan (1740-1761) esdevingué el primer kan independent de Gandja el 1747 a la mort de Nadir Shah.
En 1781-84, Ganja fou governat pel Khan de Karabakh Ibrahim Khalil Khan Javanshir. Durant el govern de Javad Khan (1785-1804), el kanat va créixer en importància econòmica i política i va fer una política exterior independent, a vegades oposada a la dels perses. Els kans tenien la seva pròpia seca a Gandja.
Durant la primera guerra russopersa (1804-1813) Gandja era considerada pels russos com a ciutat de màxima importància. El general Pàvel Tsitsiànov va contactar algunes vegades a Javad Khan al que demanava sotmetre's a la sobirania russa, però cada vegada la proposta fou rebutjada. El 20 de novembre, de 1803, l'exèrcit rus sortia de Tiflis i el desembre, Tsitsianov començava els preparatius de setge. Després del bombardeig de l'artilleria pesant, el 3 de gener de 1804 a les 5 en punt al matí, Tsitsiànov donava l'orde d'assalt a la fortalesa; després d'una baralla ferotge els russos la van capturar i Javad Khan va morir juntament amb els seus fills. Segons l'estudi principal sobre aquests esdeveniments militars al Caucas, fet per John F. Baddeley, resulta:
"Així el kanat de Gandja, amb el pretext que des del temps de Tamara de Geòrgia pertanyia a aquest país, i tot el temps que feia que l'havia perdut per la debilitat dels seus governants, fou envaït; la capital del mateix nom assaltada després d'un mes de setge (2 de gener de 1804), i Javat Khan va morir, i el kanat fou annexionat. Cinc-cents tàtars (àzeris) es van suïcidar dins una mesquita; potser es volien rendir però un armeni va dir als soldats russos que hi havia alguns daguestanis entre ells, i això fou el senyal per la matança, doncs l'odi de les tropes imperials per aquest poble era enorme a causa de les seves incursions a Geòrgia i els saquejos i robatoris que portaven a terme; però les dones de la ciutat foren respectades (cosa poc habitual a les guerres del Caucas) per l'estricte ordre del general Tsitsianov."
Gandja for rebatejada Elizavetpol en honor de l'esposa del tsar Alexandre Elisabet Lluïsa de Baden. El 1805 el kanat fou declarat oficialment abolit i es va crear el kanat d'Elisabetpol.

## Governants
- Ziyad-oghlu Qajar 1554-1570
- Sultan Ali Mirza (fill de Tahmasp I) 1570-1577
- Conquesta otomana 1588-1606
- Muhammad Khan ibn Khalil Ziyad-oghlu 1606-1615
- Sultan Mahmud Kuli Khan (fill de Muhammad) 1615-1620
- Muhammad Kuli Khan I (fill de 1620-1626
- Dawud Khan (germà) 1626-1640
- Muhammad Kuli Khan II 1640-1650
- Rahim Khan 1650-1660
- Mansur Khan I vers 1663
- Tres kans desconeguts vers 1670-1730
- Mansur Khan II 1730-1738 (assassinat)
- Desconegut 1738-1743
- Hajji Khan (assassinat) 1743-1747

Dinastia Ziyadoghlu (Qajar)
- 1747 -1761 Shah Wardi Khan
- 1761 -1781 Muhammad Hasan Khan

Dinastia Javanshir (o Jawanshir)

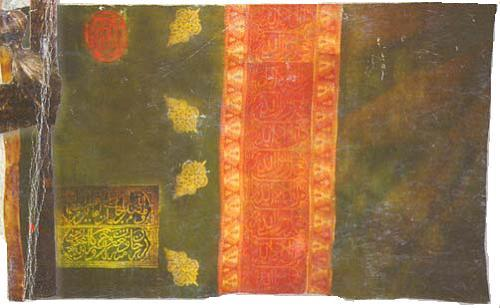
Bandera de Javad Khan (capturada el 3 de gener de 1804)

- 1781 - 1784 Ibrahim Khalil Khan (també kan de Karabagh)

Dinastia Ziyadoghlu (Qajar)
- 1784 - 1786 Hajji Beg
- 1786 - 3 de gener de 1804 Javad Khan (Jawad Khan)

## Bandera
La bandera del kanat de Gandja era de tres franges, vermell-verd-vermell o alternativament verd-vermell-verd (exemple de la imatge, el 1803), amb decoració diversa en blanc o daurat.

## Galeria d'imatges

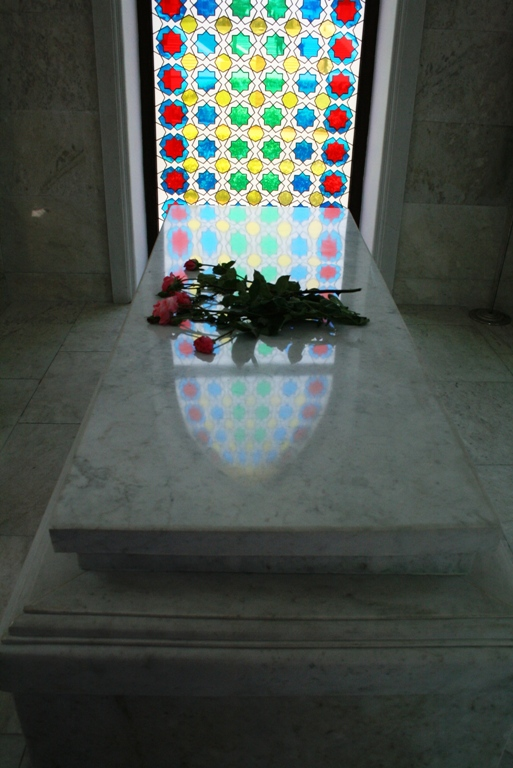
Tomba de Javad Khan
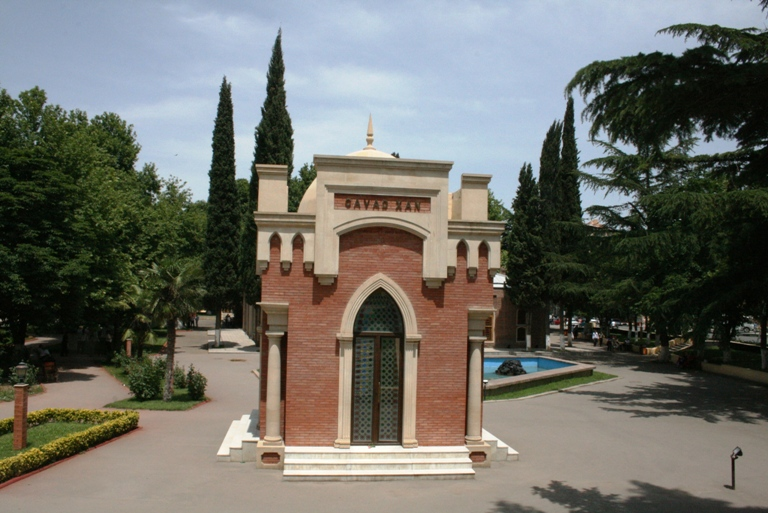
Mausoleu de Javad Khan
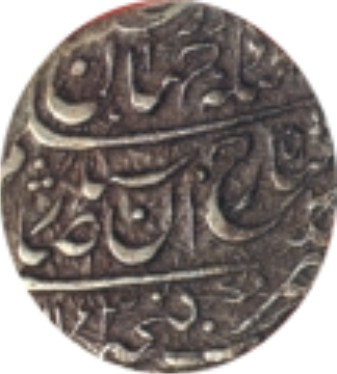
Moneda, segle XVIII
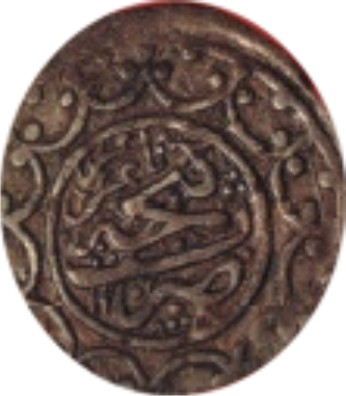
Moneda, segle XVIII